# After You've Gone
"After You've Gone" é uma canção de 1918 composta por Turner Layton com letra de Henry Creamer .

## História
Foi gravada pela primeira vez pela cantora Marion Harris em 22 de julho de 1918, e publicada pela gravadora Victor Records .

## Versões notáveis
| Ano        | Artista                                               | Produção                                                                      | Fonte            |
| ---------- | ----------------------------------------------------- | ----------------------------------------------------------------------------- | ---------------- |
| 1918       | Marion Harris                                         |                                                                               | [ 1 ]            |
| 1918       | Henry Burr & Albert Campbell                          |                                                                               | [ 3 ]            |
|            | Billy Murray & Gladys Rice                            |                                                                               | [ 3 ]            |
| 1927       | Sophie Tucker                                         |                                                                               | [ 3 ]            |
| 1927       | Bessie Smith                                          |                                                                               | [ 3 ] [ 1 ]      |
| 1927       | Ruth Etting                                           |                                                                               |                  |
| 1929       | Louis Armstrong                                       |                                                                               | [ 1 ]            |
| 1929       | Miff Mole And His Little Molers                       | OKeh 41445 (78); gravado 1929/09/24                                           |                  |
| 1929, 1946 | Bing Crosby com Paul Whiteman                         |                                                                               | [ 4 ] [ 5 ]      |
| 1930       | Red Nichols com Jack Teagarden                        |                                                                               |                  |
| 1930       | Fats Waller com Benny Payne                           |                                                                               | [ 6 ]            |
| 1931       | Eddie Lang, Joe Venuti, Jack Teagarden, Benny Goodman |                                                                               |                  |
| 1933       | Duke Ellington                                        |                                                                               | [ 1 ]            |
| 1935       | Benny Goodman                                         |                                                                               | Música, Maestro! |
| 1935       | Coleman Hawkins                                       |                                                                               |                  |
| 1936, 1949 | Django Reinhardt/Stephane Grappelli                   |                                                                               |                  |
| 1937       | Roy Eldridge                                          |                                                                               | [ 1 ]            |
| 1937       | Lionel Hampton                                        |                                                                               | [ 3 ]            |
| 1937       | Quintette du Hot Club de France                       |                                                                               | [ 3 ]            |
| 1941       | Gene Krupa com Roy Eldridge                           |                                                                               | [ 1 ]            |
| 1943       | Sidney Bechet                                         |                                                                               |                  |
| 1944       | Art Tatum                                             |                                                                               |                  |
| 1944       | Charlie Parker                                        | Jazz at the Philharmonic                                                      | [ 1 ]            |
| 1949       | Al Jolson                                             |                                                                               | [ 7 ]            |
| 1953       | Turk Murphy                                           |                                                                               |                  |
| 1953       | Frankie Laine                                         |                                                                               | [ 8 ]            |
| 1954       | Cal Tjader                                            |                                                                               |                  |
| 1957       | Toshiko Akiyoshi                                      | Many Sides of Toshiko                                                         |                  |
| 1957       | Eydie Gorme                                           | Eydie Swings the Blues                                                        |                  |
| 1957       | The Dukes of Dixieland                                | The Phenomenal Dukes of Dixieland - You Have To Hear It To Believe It! Vol. 2 | [ 9 ]            |
| 1958       | Dinah Washington                                      | Dinah Sings Bessie Smith                                                      |                  |
| 1959       | Johnny Hartman                                        | And I Thought About You                                                       | [ 10 ]           |
| 1959       | Joni James                                            | Joni Sings Sweet                                                              |                  |
| 1959       | Sonny Stitt                                           | The Hard Swing                                                                | [ 1 ]            |
| 1960       | Tony Bennett                                          | Alone Together                                                                |                  |
| 1961       | Judy Garland                                          | Judy at Carnegie Hall                                                         |                  |
| 1961       | Helen Shapiro                                         | Helen                                                                         |                  |
| 1961       | Louis Prima                                           | Return of the Wildest                                                         |                  |
| 1962       | Brook Benton                                          | There Goes That Song Again                                                    |                  |
| 1962       | Ella Fitzgerald                                       | Rhythm Is My Business                                                         |                  |
| 1963       | Rita Reys                                             |                                                                               |                  |
| 1963       | Alice Babs                                            |                                                                               |                  |
| 1964       | Peggy Lee                                             | In the Name of Love                                                           | [ 11 ]           |
| 1965       | Bobby Darin                                           | Bobby Darin Sings The Shadow of Your Smile                                    |                  |
| 1973       | Judith Durham                                         | Judith Durham and The Hottest Band in Town                                    |                  |
| 1974       | Nina Simone                                           |                                                                               |                  |
| 1975       | Anita O'Day                                           | My Ship                                                                       |                  |
| 1978       | Max Bygraves                                          | LingaLongaMax                                                                 |                  |
| 1979       | Leland Palmer, Ann Reinking, Erzsebet Foldi           | All That Jazz                                                                 |                  |
| 1984       | Frank Sinatra                                         | L.A. Is My Lady                                                               |                  |
| 1989       | Charly Antolini & Dick Morrissey                      |                                                                               |                  |
| 1991       | Mel Tormé & Cleo Laine                                | Nothing Without You                                                           |                  |
| 1994       | Chet Atkins & Suzy Bogguss                            | Read My Licks                                                                 | [ 12 ]           |
| 1995       | Nicholas Payton                                       | Gumbo Nouveau                                                                 |                  |
| 1996       | Phil Collins                                          | Ao vivo no Festiva de Jazz de Montreux                                        |                  |
| 1999       | Joscho Stephan                                        | Swinging Strings                                                              |                  |
| 2003       | Anthony Braxton                                       | 23 Standards                                                                  |                  |
| 2004       | Anne Murray                                           | I'll Be Seeing You                                                            |                  |
| 2004       | Loudon Wainwright III                                 | O Aviador                                                                     |                  |
| 2004       | James Gelfand                                         |                                                                               |                  |
| 2006       | Bireli Lagrene                                        |                                                                               |                  |
| 2007       | Rufus Wainwright & Lorna Luft                         | Rufus Does Judy at Carnegie Hall                                              |                  |
| 2007       | Jamie Cullum                                          |                                                                               |                  |
| 2010       | Cécile McLorin Salvant                                | Cécile                                                                        |                  |
| 2011       | Hugh Laurie, Dr. John                                 | Let Them Talk                                                                 | [ 13 ]           |
| 2013       | Jessy Carolina                                        | BioShock Infinite                                                             |                  |
| 2014       | Mackenzie Davis                                       | That Awkward Moment                                                           | [ 14 ]           |
| 2016       | Salvador Sobral                                       | Excuse Me                                                                     |                  |
| 2020       | Curtis Stigers                                        | Gentleman                                                                     |                  |
| 2020       | Victoria Pedretti                                     | Amazing Stories                                                               |                  |
| 2020       | Jane Bordeaux                                         | Songs of Others                                                               |                  |
| 2021       | Patrick Bartley & Emmet Cohen                         |                                                                               |                  |